# Газпром
Акционерно дружество „Газпром“ (на руски: Публичное акционерное общество „Газпром“) е руска енергийна компания със седалище в Москва.
Тя е сред най-големите световни компании, притежава най-големите залежи на природен газ в света. Централният офис на дружеството е в Лахта център в Санкт Петербург. Името е съкращение от израза „газова промишленост“ (Газовая промышленность). Дружеството е регистрирало търговските марки Газпром (ГАЗПРОМ) и Gazprom (GAZPROM).
„Газпром“ е глобална енергийна компания. Нейните основни бизнес дейности са геоложко проучване, производство, транспортиране, съхранение, обработка и продажба на газ, втечнен газ и нефт, както и производство и търговия на топлинна и електрическа енергия.
Делът на дружеството в световните и руски газови резерви съставлява 18% и 72% съответно и допринася за 14% и 74% от глобалното и руско производство на газ. Компанията активно изпълнява мащабни проекти, насочени към експлоатирането на газови ресурси на полуостров Ямал, Арктически шелф, Източен Сибир и Далечния изток, както и проекти за проучване и добив на въглеводороди в чужбина.
Газпром е доставчик на газ за руски и чуждестранни потребители. Дружеството притежава най-голямата мрежа в света за пренос на газ – унифицираната система за доставки на природен газ на Русия с обща дължина над 168 000 km. Газпром продава повече от половината от произведения газ на руските потребители и изнася газ за повече от 30 страни във и извън рамките на бившия Съветски съюз.
Газпром е единственият производител и износител на втечнен природен газ в Русия. До края на 2013 г. Газпром притежава монополното право да изнася всеки руски газ. След декември 2013 г. като негов монопол остава само експортът на тръбопроводния газ.
Дружеството е сред петте водещи производители на петрол и най-големият собственик на активи за генериране на енергия в страната. Тези активи представляват 17% от общата инсталирана мощност на националната енергийна система. Газпром има за стратегическа цел да се наложи като лидер сред глобалните енергийни компании чрез навлизане на нови пазари.

## История
Газпром ОАО е създаден през 1989 г., когато Министерството на газовата промишленост на Съветския съюз се превръща в корпорация, запазвайки всички свои активи, а за председател на новата корпорация е назначен дотогавашният министър на газовата промишленост на СССР (1985 – 1989) Виктор Черномирдин. По-късно фирмата е частично приватизирана, но руското правителство държи голяма част от контрола върху нея.
За първите три месеца на 2014 г. фондът на семейство Ротшилд – „Rothschild Investment Corporation“, увеличава 7 пъти покупката на депозитарни удостоверения на руската компания „Газпром“, въпреки постоянно изострящата се криза в Украйна, като към 31 март 2014 г. ценните книжа на „Rothschild Investment Corporation“ достигат 1,7 милиарда щатски долара. Към 31 декември 2013 г. те са били 241 000 щатски долара.

## Управление

### Събрание на акционерите
Върховният орган на „Газпром“ е Общото събрание на акционерите, провеждано на годишна база. Общото събрание на акционерите също така свиква и извънредни заседания. Притежателите на обикновени акции имат право на глас в Общото събрание на акционерите. Всеки акционер има право да участва в събранието лично или чрез представител. Срещата се смята за законно свикана, ако са представени повече от половината от акциите с право на глас. От компетенциите на Общото събрание на акционерите е въвеждането на промени в Устава на дружеството, одобряването на годишния отчет и на доклада на одитора, разпределянето на печалбата, изборът на Съвета на директорите и на Комисията по одит, вземането на решения за преобразуване или прекратяване на дружеството, както и за увеличаване или намаляване на собствения капитал.

### Съвет на директорите
Съветът на директорите извършва общото управление на Дружеството, с изключение на въпросите, попадащи в компетенциите на Общото събрание на акционерите. Членовете на Съвета на директорите се избират от Общото събрание на акционерите за срок до следващото годишно Общо събрание. Сред многото си задачи Съветът на директорите определя и приоритетните области на дейност на Дружеството, одобрява годишните програми за бюджет и инвестиции, приема решения за свикване на Общи събрания на акционерите и за формирането на органите на изпълнителната власт на Газпром, както и препоръчва стойността на дивидента за една акция.

### Органи на изпълнителната власт
Председателят на Управителния комитет (едноличен орган на изпълнителната власт) и Управителният комитет (колективен орган на изпълнителната власт) ръководят текущата дейност на Газпром. Те гарантират спазването на решенията, взети от Общото събрание на акционерите и Съвета на директорите, и са отговорни пред тях. Председателят и членовете на Управителния комитет се избират от Съвета на директорите за срок от пет години. По-специално, Управителният комитет изготвя годишния бюджет, инвестиционните програми, дългосрочните и краткосрочни планове, подготвя доклади, организира управлението на газовия поток и упражнява контрол върху работата на единната система за газови доставки на Русия.
Председател на Управителния съвет е Алексей Милер. Сред бившите ръководители на „Газпром“ е настоящият премиер на Русия Дмитрий Медведев.
„Газпром“ притежава нефтената компания „Газпром-Нефт“ (бивша „Сибнефт“). Компанията е генерален спонсор на ФК „Зенит“, Санкт Петербург и „Шалке 04“, Гелзенкирхен, Германия.

## Стратегия
Стратегическата цел на Газпром е да се превърне в лидер сред глобалните енергийни компании чрез разработване на нови пазари, разнообразяване на бизнес дейностите и осигуряване на надеждността на доставките. Газпром е компания, която може да разчита на предимството да е едновременно производител и доставчик на енергия, притежаващ мощна ресурсна база и многообройна газова транспортна инфраструктура. Поради географското разположение на Русия, дружеството има потенциала да се превърне в енергиен „мост“ между европейските и азиатските пазари чрез предоставяне на собствения си природен газ и осигуряване на транзита на газови услуги до други производители. Това предопределя и същността на стратегията на компанията в нейните ключови бизнес области.

### Проучване и добив на нефт и газ

#### Стратегия за натрупване на запаси
От 2005 г. Газпром постоянно запълва своите годишни производствени обеми и натрупва своите резерви чрез геоложки проучвания. Ускорените проучвателни дейности на компанията имат за цел да развият минералната и суровинната база в основните производствени региони на газ и оформянето ѝ в Ямал, континенталния шелф, в Източен Сибир и Далечния изток.
Проучванията са концентрирани основно в региона на Надим-Пур-Таз (Nadym-Pur-Taz) (включително и в заливите Об и Таз), на полуостров Ямал, в Печора и Карско море, в Република Коми, на територията Красноярск, регион Иркутск, Република Саха (Якутия), на остров Сахалин и в други региони с последващо придобиване на лицензи за развитието на откритите находища.
Газпром също извършва геоложки проучвания в Централна и Югоизточна Азия, Африка и Латинска Америка. Следвайки стратегията за глобално присъствие на световния петролен и газов пазар, дружеството се стреми да участва в проучването, добива, транспорта на въглеводороди и в маркетингови проекти в трети страни чрез конкурси, тръжни процедури и суапови сделки на активи.

#### Стратегия за производство на нефт и газ
До 2020 г. Газпром планира да произвежда между 640 и 660 млрд. m³ на година, при условие че има платежоспособно търсене на газ на вътрешния пазар и благоприятни условия на външния. С повече от 70% от общия размер на руските резерви, Ямал-Ненецкият автономен окръг ще остане ключовия газов производствен регион на страната в рамките на определен период от време, докато полуостров Ямал и руските северни морета ще бъдат дългосрочно развиващи се цели.
Източен Сибир и Далечният изток също са планувани в дългосрочен план да се превърнат в ключови области за производството на газ. По този начин ще се установят центрове за добив на газ на територията на Красноярск, регион Иркутск, Република Саха (Якутия), регион Сахалин и на територията на Камчатка. В допълнение, Източната газова програма предвижда, че съоръжения за преработка на газ, включително заводи за хелий и втечнен природен газ, ще бъдат създадени заедно с производствени центрове за газ и с изграждането на единна газопреносна система.

#### Метан от въглища
Смята се, че добивът на метан от въглища ще се превърне в една от ключовите области на стратегията за експанзия на ресурсната база на Газпром. Предварителните оценки показват до 20 млрд. m³ прогнозирано производство годишно след 2020 г. в басейна Кузбас – най-големият басейн в света за добиване на метан от въглища.

#### Стратегия за развитие на нефтения бизнес
Стратегията за развитие на петролния бизнес предвижда, че годишното производство ще достигне 100 млн. тона нефтен еквивалент и капацитетът за рафиниране ще нарасне до 70 млн. тона до 2020 г. Нивото на производство през 2020 г. ще бъде постигнато чрез поетапно включване на всички изследвани области на Газпром Нефт (включително 50 % от дяловете на компанията в Славнефт и Томскнефт) в производствения процес, разширяване на ресурсната база чрез въвеждане в експлоатация на нефтени находища, възложени на други компании от Газпром Груп, както и чрез придобиване на нови лицензи. Газпром Нефт е решен интензивно да разширява присъствието си в чужбина в сегменти като производството и рафинирането, за да се повиши дела на чуждестранните производствени дейности в портфейла си до 10 % до 2020 г.

### Експорт
„Газпром“ доставя газ на 25 европейски страни, с изключение само на Испания и Португалия. По-голямата част от руски газ се продава в Европа чрез дългогодишни договори с валидност между 20 и 25 години, макар че напоследък дъщерното дружество „Газпром Маркетинг енд Трейдинг“ е все по-активно в краткосрочните ѝ продажби.
Към края на 2004 г. „Газпром“ е единственият доставчик на газ на Босна и Херцеговина, Естония, Финландия, Македония, Латвия, Литва, Молдова, Сърбия, Словакия и др. Същевременно компанията доставя 97% от газа за България, 89% за Унгария, 86% за Полша, почти три четвърти от газа за Чехия, 67% за Турция, 65% за Австрия, около 40% за Румъния, 36% за Германия, 27% за Италия и 25% за Франция. Около 25% от газа, която ЕС закупува, е от „Газпром“.

### Спорове относно цената
На 1 януари 2006 г. около 10 ч. руско време „Газпром“ спира доставките на газ за Украйна, като призовава украинското правителство да плати увеличенията в цената, които отчасти са отражение на повишението на цените на горива в световен мащаб.